# 圣索斯蒂
圣索斯蒂（義大利語：San Sosti），是意大利科森扎省的一个市镇。总面积43平方公里，人口2174人，人口密度50.6人/平方公里（2009年）。ISTAT代码为078128。